# Guarda Costeira do Vietnã
A Guarda Costeira do Vietnã é um ramo das Forças Armadas do Vietnã, e está sob a administração do Ministério da Defesa vietnamita . Desde sua criação no final dos anos 1990, a Guarda Costeira do Vietnã desempenha um papel importante na manutenção da segurança marítima e proteção da zona econômica exclusiva(ZEE) e limite da plataforma continental. Ele despachou forças em águas em áreas sobrepostas entre o Vietnã e países estrangeiros, fornecendo proteção e assistência aos pescadores locais quando necessário. Além disso, a Guarda Costeira do Vietnã desempenha tarefas de busca e resgate, juntamente com suas funções de combate e prevenção ao contrabando, pirataria e fraude comercial em águas vietnamitas.